# Rosemary Eames
Rosemary Clare Eames (1965-2002), fue una nadadora australiana con un único brazo. Ganó seis medallas en los Juegos Paralímpicos de Nueva York y Stoke Mandeville 1984 y rompió muchos récords mundiales de natación.

## Vida personal
Eames se crio en el suburbio de Kingsgrove en Sídney. A la edad de cinco años, se cayó de un tobogán y se dañó un hueso de su muñeca izquierda mientras estaba de vacaciones en la Bahía de Batemans. Su brazo izquierdo estaba enyesado, pero desarrolló una gangrena gaseosa y tuvo que ser amputado unas semanas después. Después de su recuperación, reanudó la gimnasia gracias al estímulo de sus padres, y comenzó a practicar ballet de jazz, impresionando tanto a la comunidad local que recibió una Medalla del Centenario del Consejo de Canterbury por sus logros.
Cuando empezó a nadar poco después del accidente, se le enseñó a nadar de lado porque sus profesores de natación pensaron que era el único movimiento que podía realizar una persona con un único brazo. Sin embargo, conoció a un profesor de natación con un brazo en North Ryde que le enseñó a nadar los otros golpes con el ejemplo. Entró en las competiciones escolares con sus compañeros sanos, y luego progresó a las competiciones de distrito, donde fue constantemente descalificada de las carreras de braza y mariposa porque no terminaba con las dos manos. En 1985, a la edad de 20 años, trabajaba como operadora de máquinas de contabilidad para el gobierno del estado de Nueva Gales del Sur. Desempeñó un papel activo en la Asociación Deportiva de Amputados de Nueva Gales del Sur, a menudo sirviendo como su portavoz. Se casó con Paul Elliott en 1988 y tuvo tres hijos con él, Chloe, Nathan y Alexa; la familia se trasladó a Brisbane en 1999, donde Eames trabajó en Qantas. Murió en un accidente de coche en 2002 a la edad de 36 años.

## Carrera deportiva
Comenzó a competir en natación a la edad de 14 años. En los Juegos FESPIC de 1982, ganó cuatro medallas de oro y rompió cuatro récords mundiales. En los Juegos Paralímpicos de Nueva York y Stoke Mandeville 1984, ganó dos medallas de oro, una de ellas en la prueba de 100 m braza A6, y cuatro de plata en las pruebas de 100 m espalda A6, 100 m mariposa A6, 100 m estilo libre A6 y 200 m medley individual A6; rompió dos récords mundiales y paralímpicos en los juegos. En los Juegos Nacionales Canadienses para Discapacitados Físicos de 1985, ganó medallas de oro en los 100 m estilo libre, espalda, braza y mariposa, y en los 200 m medley individuales; rompió los récords mundiales en las pruebas de estilo libre, espalda y braza. Ganó cinco medallas de oro y rompió dos récords mundiales en los Juegos FESPIC de 1986.

## Reconocimiento
En 1986, Eames recibió el premio a la Mujer Independiente del Año de la Portfolio Magazine por su trabajo con la Asociación Deportiva de Amputados de Nueva Gales del Sur. Fue nombrada miembro vitalicio de la Asociación de Natación Amateur de Hurstville, y en el año 2000 recibió una Medalla Deportiva Australiana.